# Julija Chakimova
Julija Chakimova (in russo Юлия Хакимова?; 28 febbraio 1981) è una schermitrice russa, vincitrice di una medaglia d'oro ed una d'argento ai campionati mondiali di scherma.

## Palmarès
In carriera ha conseguito i seguenti risultati:
- Mondiali di scherma

Nîmes 2001: argento nel fioretto a squadre.
Torino 2006: oro nel fioretto a squadre.
San Pietroburgo 2007: argento nel fioretto a squadre.
- Europei di scherma

Mosca 2002: bronzo nel fioretto a squadre.
Smirne 2006: oro nel fioretto a squadre.